# Patrice Nganang

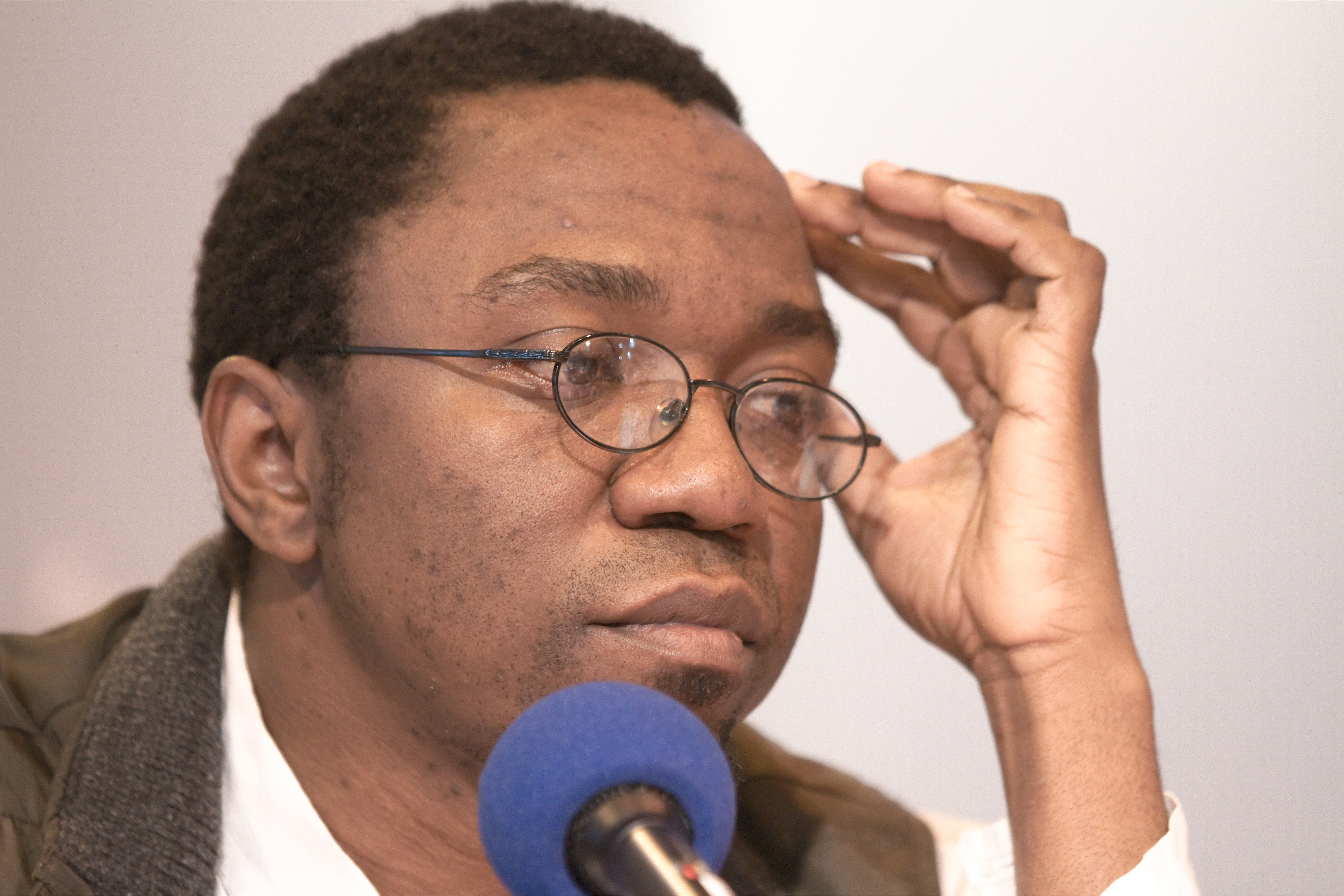
Patrice Nganang (2010)

Alain Patrice Nganang (* 1970 in Yaoundé, Kamerun) ist ein kamerunischer Schriftsteller und Literaturwissenschaftler.

## Leben
Nganang studierte in seiner Heimatstadt, seit 1994 als DAAD-Stipendiat an der Johann-Wolfgang-Goethe-Universität Frankfurt am Main  und nach seiner Promotion an der Freien Universität in Berlin. 1997–1999 unterrichtete er in Frankfurt am Fachbereich Deutsch.
1998 promovierte Nganang über das Thema: Interkulturalität und Bearbeitung. Untersuchung zu Soyinka und Brecht bei Hans-Thies Lehmann vom Institut für Theater, Film und Medien der Goethe-Universität Frankfurt am Main. Anschließend erhielt er ein Postdoktoranden-Stipendium der DFG für Berlin.
Seit 2000 lebt Nganang in den USA und war zunächst als Assistenzprofessor an der Shippensburg-Universität in Pennsylvania, seit 2007 als Hochschullehrer an der Stony Brook University im Bundesstaat New York tätig.
Am 6. Dezember 2017 versuchte er, per Flugzeug nach einem einmonatigen Aufenthalt in Kamerun auszureisen. Am Zielort Harare in Simbabwe kam er nie an; vermutlich wurde er wegen kritischer Äußerungen über den Präsidenten Kameruns, Paul Biya, verhaftet.
Am 27. Dezember 2017 ordnete ein Richter in Kamerun seine Freilassung an. Er wurde in die USA abgeschoben, wo er bis heute mit doppelter Staatsbürgerschaft lebt.

## Zivilgesellschaftliches Engagement
Nganang ist Gründer der Organisation Tribunal Article 53.

## Werke (Auswahl)
- Histoire d’un enfant Quatr Z’yeux. 1985.
- Elobi. Gedichtband. 1995.
- La Promesse des fleurs. 1997, ISBN 2-7384-4706-6, ISBN 978-2-7384-4706-7.
- Interkulturalität und Bearbeitung. Untersuchung zu Soyinka und Brecht. iudicium, 1998, ISBN 3-89129-611-8.
- Temps de chien. 1999, ISBN 2-84261-419-4.
  - deutsch: Hundezeiten. Hammer, Wuppertal 2003, ISBN 3-87294-940-3. Hammer, Wuppertal 2006, ISBN 978-3-293-30919-7.
- La Joie de vivre. 2003, ISBN 2-84261-439-9, ISBN 978-2-84261-439-3, ISBN 978-2-07-077271-1.
- L’Invention du beau regard: contes citadins. Gallimard, Paris 2005, ISBN 2-07-077271-3.
- Dernières nouvelles du colonialisme. 2006, ISBN 2-911412-40-0.
- Manifeste d'une Nouvelle Litterature Africaine. Hommisphères, Paris 2007, ISBN 978-2-915129-27-4.
- Mont Plaisant. Roman. Philippe Rey, Paris 2011, ISBN 978-2-84876-177-0.
  - deutsch, Der Schatten des Sultans. Hammer, Wuppertal 2012, ISBN 978-3-7795-0415-3
  - englisch, Mount Pleasant, 2017, ISBN 1-250-11841-7.
- La Saison des prunes, 2013
  - deutsch, Zeit der Pflaumen, 2014, ISBN 3-7795-0501-0.
- Empreintes de crabe. Editions Jean-Claude Lattes, Paris 2018, ISBN 978-2-7096-6249-9.
  - deutsch, Spur der Krabbe, 2021, ISBN 3-7795-0653-X.
- Mboudjak: Les Aventures du Chien-Philosophe, JC Lattès, 2021, ISBN 979-10-90147-49-2.
- Premier Président Noir de France, 2021, ISBN 979-10-90147-48-5.

## Auszeichnungen
- 1986: Prix CREPLA für Histoire d'un enfant Quatr Z'yeux
- 2001: Prix litteraire Marguerite Yourcenar für Temps de chien
- 2002: Grand Prix littéraire de l’Afrique noire für Temps de chien